# Слово (газета, Львов)
Сло́во — газета галицко-русской направленности, издававшаяся во Львове с 1861 по 1887 год.

## История
Инициатором издания газеты стал меценат и общественный деятель Михаил Качковский. Первым редактором газеты стал Богдан Дедицкий, уже пытавшийся основать журнал «Зоря галицкая» (в итоге был издан только альбом). Факт основания газеты «Слово» был очень важен для общественно-политической и культурной жизни Галичины, так как на 1861 год в регионе не издавалось ни одного периодического издания, за исключением двух календарей. Качковский выделил средства на организацию издания — залог в 3000 гульденов, зарплату редактору и сотрудникам (вначале их было всего три человека). Также материально газете в первое время помогал митрополит Григорий Яхимович.
«Слово» выпускалось 2 раза в неделю тиражом 1500 экземпляров. Газета сразу же завоевала популярность читателей, и Дедицкий отказался от спонсирования издания Качковским, так как все расходы окупались продажами. Газета позиционировалась как лояльная к австрийской монархии, в ней не допускались какие-либо радикальные заявления, могущие повлечь за собой неприятности для издания. В номерах печатались статьи программного характера, письма, корреспонденции с мест, стихи, рассказы, статьи о событиях в Галиции и за её пределами. С 1873 года газета выходила 3 раза в неделю.
Печаталась она «гражданским шрифтом», язык, на котором писались статьи, впоследствии получил наименование «язычие». Авторы газеты старались сохранить в чистоте свой народный язык, тем не менее, приближаясь к русскому литературному языку, который ими считался достоянием всех ветвей русского народа — белорусов, великорусов и малорусов. Н. Г. Чернышевский подверг жёсткой критике идею газеты и в частности её язык, написав в своей статье: «Это язык, которым говорят в Москве и Нижнем Новгороде, а не в Киеве или Львове». Он удивлялся тому, что галицкие русины не используют язык, которым пользуются российские малорусские писатели, тогда как сами русины считали иначе. Некий анонимный автор в пятом номере пишет: 

Мильно думают наши побратимы, же мы ныне зачинаем в Галичине литературный язык творити, — язык сей, дяковати Богу, был от давних давен; писали ним Котляревский, Основьяненко, Шевченко, Маркиян и много инших — и як они писали, пишут ныне наши писатели.
С 1871 года до 1887 года редактором газеты являлся В. М. Площанский. Некоторые выпуски в 1878—1880 гг. редактировал М. М. Клемертович.